# Jolly Roger

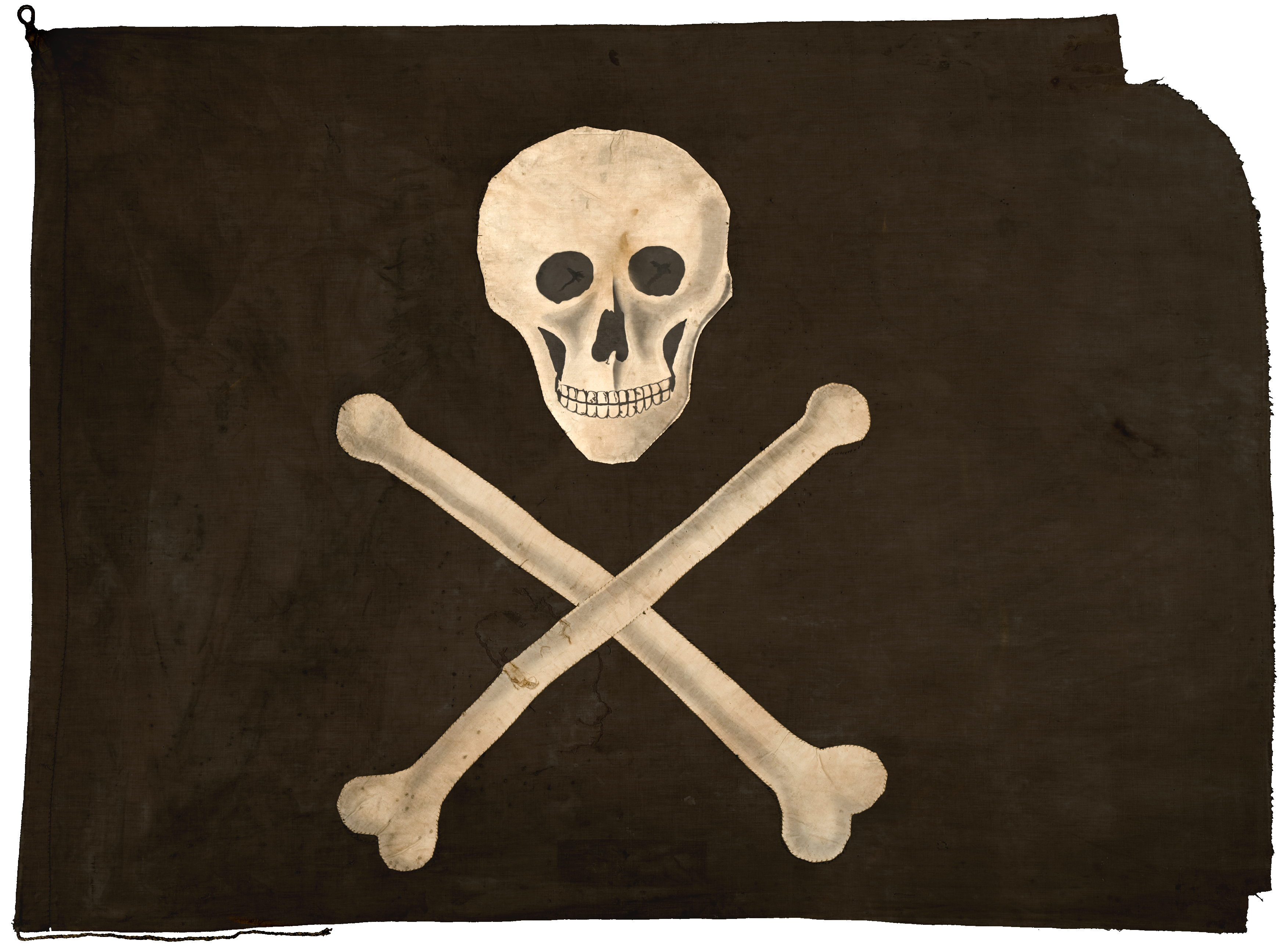
Piratenflagge im Schifffahrtsmuseum Åland, eine von zwei Piratenflaggen, die als echt gelten. Die Flagge ist etwa 200 Jahre alt und stammt von der nordafrikanischen Mittelmeerküste, wo es bis ins 19. Jahrhundert Piraterie gab. Dieses Bild wurde farbkorrigiert, um die Flagge so zu zeigen, wie sie ursprünglich aussah.

Die Piratenflagge, auch Jolly Roger oder auch Totenkopfflagge genannt, ist eine (meist) schwarze Flagge, die auf Piratenschiffen geführt wird/wurde. Der Name „Jolly Roger“ ist die traditionelle englische Bezeichnung für die Erkennungszeichen, die gehisst wurden, um ein Piratenschiff vor oder während eines Angriffs zu identifizieren, das sich an den potentiellen Gegner meist unter falscher Flagge annäherte.

## Herkunft des Namens
Der Ursprung des Namens Jolly Roger ist nicht eindeutig geklärt. Die Verwendung dieses Begriffs in Bezug auf Piratenflaggen ist aber mindestens seit Charles Johnsons Buch A General History of the Pyrates belegt, das 1724 in Großbritannien veröffentlicht wurde. Johnson berichtet darin eindeutig von zwei Piratenkapitänen, die ihre Flagge „Jolly Roger“ genannt haben: Bartholomew Roberts ab 1721 und Francis Spriggs seit 1723. Obwohl Spriggs und Roberts denselben Namen für ihre Flaggen verwendeten, war ihr Aussehen sehr unterschiedlich, was darauf hindeutet, dass „Jolly Roger“ bereits damals ein Oberbegriff für schwarze Piratenflaggen war und nicht ein Name für ein einzelnes spezifisches Design. Weder Spriggs’ noch Roberts’ Jolly Roger zeigten einen Totenkopf oder gekreuzte Knochen.
Richard Hawkins, der 1724 von Piraten gefangen genommen wurde, berichtete, dass die Piraten unter einer schwarzen Flagge fuhren, „auf der die Figur eines Skeletts, das mit einem Speer in ein Herz stach, abgebildet war“ und die sie „Jolly Roger“ nannten. Diese Beschreibung ähnelt stark den Flaggen einiger Piraten des „Goldenen Zeitalters“.
Einige sind der Ansicht, Jolly Roger sei eine Verballhornung des Namens des indischen Piraten Ali Rajah, dessen Namen die Briten „Olly Roger“ aussprachen; möglicherweise stammt er aber auch vom französischen joli rouge (hübsches Rot) ab, da die ersten Piraten eine blutrote Flagge hissten als Zeichen, dass sie alle töten würden, falls sich die Besatzung des Beuteschiffes nicht sofort ergeben sollte.

Bild 1
Bild 2
Bild 3

- Bild 1: Die erste dokumentierte Bezeichnung der Flagge als „Jolly Roger“ zeigt Bartholomew Roberts mit Gevatter Tod und einem Stundenglas
- Bild 2: Die Flagge von Francis Spriggs war eine der häufigsten Versionen der 1720er Jahre und eine der wenigen, die tatsächlich „Jolly Roger“ genannt wurde. Diese Form verwendeten neben Spriggs auch Edward Low und John Phillips.
- Bild 3: „Jolly Roger“ in seiner bekanntesten Form: ein Totenkopf, darunter zwei gekreuzte Knochen; die Flagge des Piraten Edward England

### Geschichte
Angeblich soll Calico Jack Rackham erstmals eine Schwarze Flagge mit Totenschädel benutzt haben (in einer Variante mit gekreuzten Entermessern), doch ist dies nicht hundertprozentig gesichert. Das klassische Motiv des Jolly Rogers, ein Totenschädel mit zwei gekreuzten Knochen, wurde erstmals von dem bretonischen Piraten Emanuel Wynne um 1700 verwendet.
Die Flagge Henry Everys, der 1696 zum letzten Mal segelte, wird mit einem Totenkopf im Profil, mit Bandana und Ohrring, über gekreuzten Knochen dargestellt. Allerdings sind weder ein Totenkopf im Profil noch Bandana oder Ohrring sonst auf Flaggen oder sonstigen heraldischen Symbolen der damaligen Zeit zu finden. Und obwohl Ohrringe, insbesondere aus Gold, bei Seeleuten nicht unüblich waren (der Träger hoffte, dass man ihm von dem Erlös des Ohrrings ein christliches Begräbnis bezahlen würde), so wurden Bandana und Ohrring doch wohl erst im späten 19. Jahrhundert zu beliebten Details von künstlerischen Piratendarstellungen, angefangen mit den illustrierten Erzählungen Howard Pyles (1853–1911).
Auf „Blackbeard“ Edward Teachs Flagge sind ein Skelett, das eine Sanduhr und einen Speer in den Händen hält, und daneben ein blutendes Herz abgebildet. Dies soll bedeuten, dass die Seele nun dem Tod (Skelett) gehört. Die Sanduhr soll den Opfern zeigen, dass ihre Zeit abgelaufen ist. Der Speer verspricht ein schnelles Ende, das blutende Herz einen besonders grausamen/schmerzhaften Tod.
Der Schädel mit den gekreuzten Knochen und die Sanduhr waren aus älteren Vanitas- und Memento-Mori-Darstellungen übernommene, weit verbreitete Motive auf Friedhöfen. Ein Beleg findet sich im Graphikzyklus „The four stages of cruelty“ von William Hogarth, erschienen im Jahre 1751: Auf dem dritten Bild findet sich das Totenkopfmotiv mit den gekreuzten Knochen, das ein Grab schmückt.

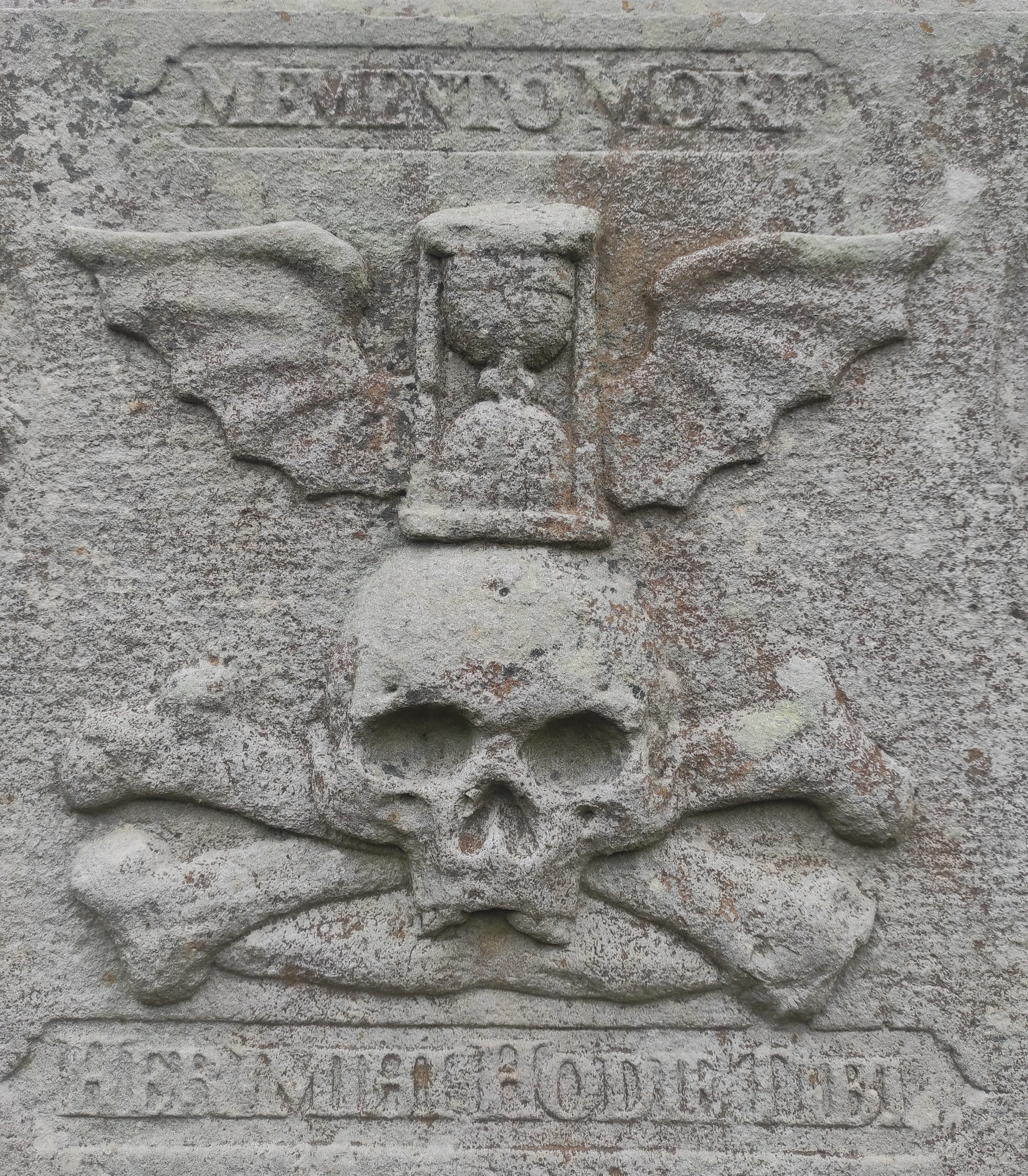
Barockes Epitaph an der Dorfkirche in Nebel (Amrum) mit Memento-Mori-Inschrift aus dem Jahr 1645 – Übersetzung: oben „Sei dir deiner Sterblichkeit bewusst“ / unten „Gestern mir, heute dir“

1724 wurde Jolly Roger erstmals in Captain Charles Johnsons biografischer Sammlung A General History of the Pyrates erwähnt.
Weltweit existieren noch zwei authentische Exemplare eines klassischen Jolly Rogers mit Totenschädel und zwei gekreuzten Knochen aus dem späten 18. und frühen 19. Jahrhundert. Eines befindet sich im Seefahrtsmuseum der Åland-Inseln (Ålands Sjöfartsmuseum) in Mariehamn, das andere in Portsmouth im National Museum of the Royal Navy.

Calico Jack Rackham (* 1682; † 1720)
Emanuel Wynne (17. Jh., bis Anf. 18. Jh.)
Henry Every (* 1653; † 1696)
Flagge Thomas Tews († 1695)
Flagge Blackbeards (* 1680; † 1718)
Stede Bonnet (* 1688; † 1718)

## Andere als Piratensymbol genutzte Flaggen

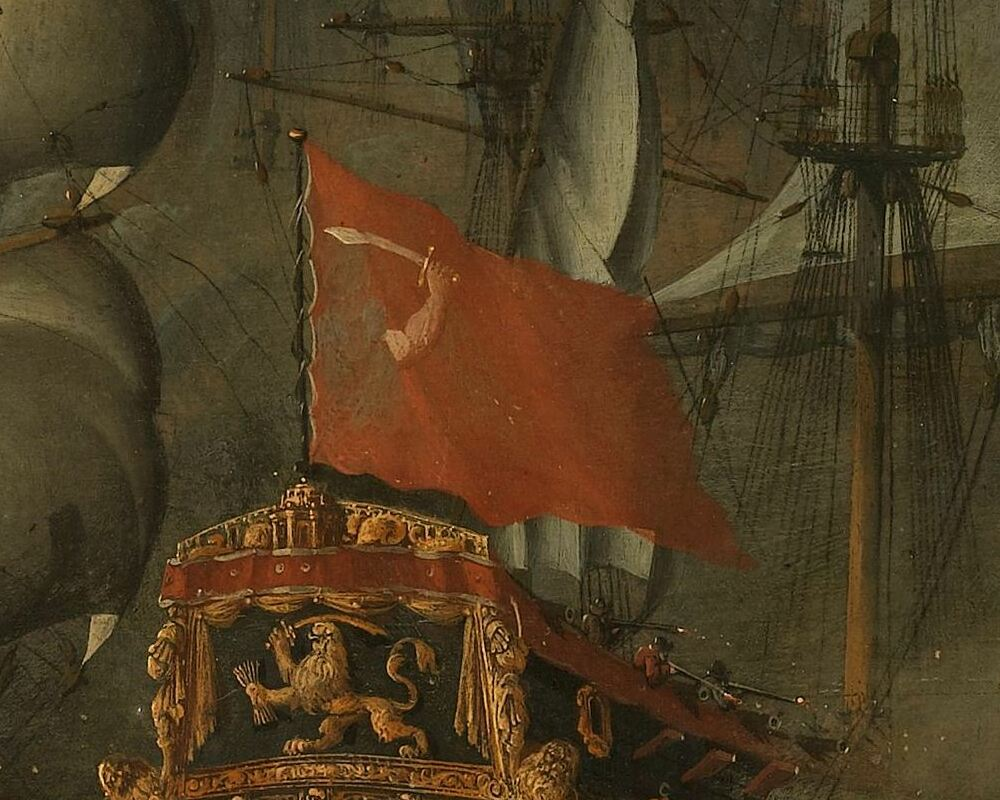
Niederländische Schiffe unter der „Blutflagge“ während der Seeschlacht im Öresund am 8. November 1658, die zwischen der niederländischen und der schwedischen Flotte tobte.

### Eine rote und eine schwarze Flagge
Vor dem Aufkommen und dem Bekanntwerden des Jolly Rogers hissten Piraten einfache rote oder schwarze Flaggen, die zunächst kein weiteres Design hatten. Die rote Flagge, unter anderem als „Bloody Flag“ oder „Blood Flag“ (also „blutige Flagge“ oder „Blutflagge“) bekannt, symbolisierte den Kampf und signalisierte, wenn sie von den Piraten gesetzt wurde, „dass kein Pardon (Gnade) gegeben“, also kein Leben verschont würde. Die schwarze Flagge symbolisiert Tod und Angst und signalisierte traditionell, dass diejenigen, die sich kampflos ergaben, am Leben bleiben durften und sich gegen Lösegeldzahlungen freikaufen konnten. Deswegen war die rote Flagge noch gefürchteter als die normale schwarze Flagge, joli rouge demnach ein Euphemismus.
Eine Erklärung für die Verwendung der roten Flagge als Piratensymbol ist der Umstand, dass bis zum Entstehen des Piratentums im 16. und 17. Jahrhundert die rote Flagge als Quarantäneflagge galt und die Bedeutung hatte: „Achtung, wir haben möglicherweise eine Krankheit an Bord, die jeden töten wird, der sich uns nähert.“ Und tödlich bei Annäherung wollten die Piraten sein. Außerdem erhielt die Quarantäneflagge in fast jeder Seefahrernation im 17. Jahrhundert einen Schwalbenschwanz, der These nach also, um Verwechslungen mit Piraten auszuschließen. Die britische Marine verbot jedenfalls das Führen ausschließlich roter Fahnen im Arabischen Meer, Schiffe mit solchen Fahnen wurden als Piraten behandelt; deswegen haben die Flaggen von Bahrain und Katar noch heute ihre gezackte Form. 1694 hatte die Admiralität angeordnet, dass britische Freibeuter die rote Flagge zu führen hatten. Als 1714 der Krieg gegen Spanien endete, machten sich etliche der dann überflüssigen Freibeuter selbstständig und kaperten auf eigene Rechnung auch britische Schiffe unter Beibehaltung ihrer roten Flagge.

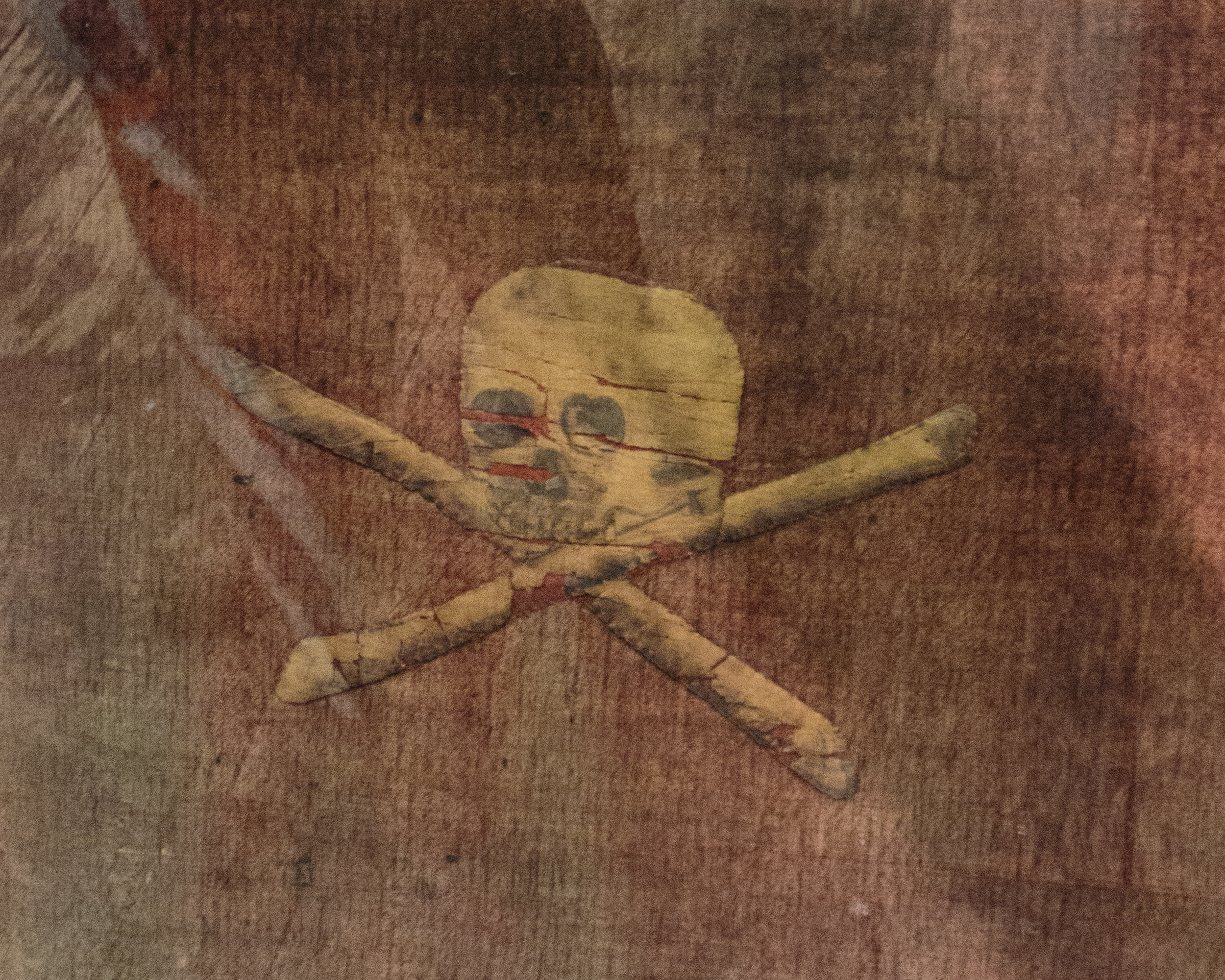
Bild 1
Bild 2
Bild 3

- Bild 1: Seltener roter Jolly Roger aus dem 18. Jahrhundert in der Portsmouth Historic Dockyards Ausstellung.
- Bild 2: Am 2. Mai 1822 wehrte die Massachusetts Brigantine Belvidere aus Massachusetts den Angriff eines Piratenschoners in der Floridastraße ab. Die Piraten „hissten eine rote Fahne mit Totenkopf und Kreuz darunter“. Weder der Name des Schoners noch ihr Kapitän wurden von der Belvidere identifiziert.
- Bild 3: Belegte rote Version von Henry Everys Flagge. Berichten zufolge führte Every auch eine Version mit schwarzem Hintergrund.[10]

### Asiatische Piratenflaggen
Bei den ostasiatischen Piraten war der Jolly Roger dagegen unbekannt. So gab es um 1810 im Südchinesischen Meer sechs große Gruppen von Piraten, die ihre Schiffe mit roten und schwarzen, aber auch weißen, grünen, blauen und gelben Fahnen kennzeichneten.

### Andere von Piraten verwendete Flaggen
In einem alten Piratenlied wird nicht von einer schwarzen oder roten, sondern einer blauen Flagge gesungen („De blaue Flagge weiht“). Die nordafrikanischen Barbaresken benutzen ihrerseits die Flaggen ihrer Herkunftsregionen, so ist z. B. für algerische Korsaren eine grüne Flagge mit rotem Halbmond belegt.
Die heute aktiven Seeräuber, insbesondere in den Gewässern um Indonesien, der Straße von Malakka und im Arabischen Meer, verzichten meistens auf das Führen von Flaggen, die sie als Piraten erkennbar machen.

Bild 1
Bild 2
Bild 3
Bild 4

- Bild 1: Die Flagge von Khair ad-Din Barbarossa
- Bild 2: Die Flagge von Neu-Granada, unter der der Pirat Jean Laffite segelte
- Bild 3: Die Barbaresken-Korsaren waren osmanische Freibeuter, die von Nordafrika aus operierten. Der Hauptzweck ihrer Angriffe war die Beschaffung christlicher Sklaven für den osmanischen Sklavenhandel sowie den allgemeinen arabischen Sklavenmarkt
- Bild 4: Eine andere Flagge, die die Barbaresken verwendeten. Sie verübten auch Überfälle auf europäische Küstenstädte und -dörfer, hauptsächlich in Italien, Frankreich, Spanien und Portugal, aber auch auf den britischen Inseln, in den Niederlanden und bis nach Island.

## Nutzung und Gebrauch auf See

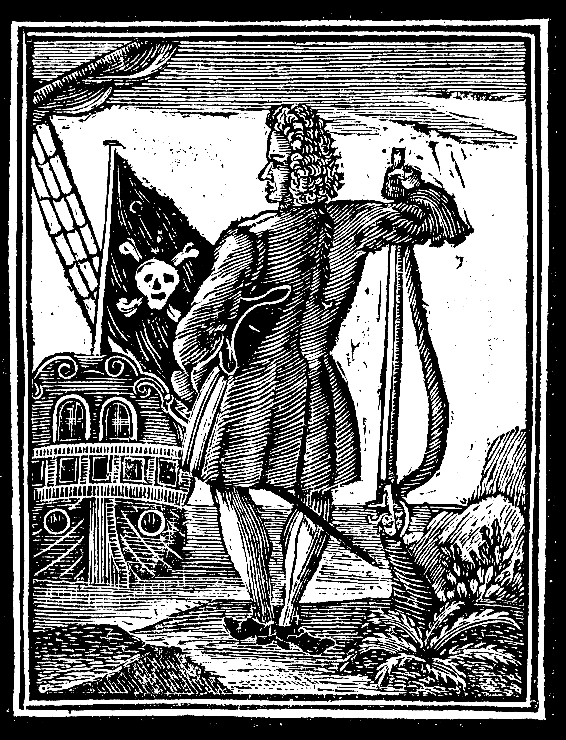
Ein Holzschnitt von 1725 zeigt Stede Bonnet mit dem Jolly Roger in Charles Johnsons A General History of the Pyrates

### Historisch
Solange ein Piratenschiff auf der Suche nach Beute war, lief es oft unter falscher Flagge (Flagge des Opfers/eines Verbündeten des Opfers), um sich seinem Opfer ungestört nähern zu können. Der „Jolly Roger“ wurde erst kurz vor dem Angriff gehisst, um unter den Besatzungen potenzieller Beuteschiffe schon vor dem eigentlichen Entern Schrecken zu verbreiten. Daneben signalisierte es die Todesverachtung der Piraten und ihre Verachtung vor hoheitlichen Insignien anderer Länder auf hoher See.
Später wurde die Taktik, unter falscher Flagge zu segeln, auch von regulären Kriegsschiffen angewendet. Beispielsweise sollen US-amerikanische Schiffe 1815 im Zweiten Barbareskenkrieg den Union Jack gehisst haben, um sich dem Flaggschiff des algerischen Korsaren Hamidu Reis annähern zu können, welches anschließend niedergekämpft wurde. Diese ungehinderte Annäherung war möglich, da sich die Korsaren zwar mit den Vereinigten Staaten von Amerika im Kriegszustand befanden, nicht jedoch mit Großbritannien, dessen Fahne der Union Jack ist.

### Bei modernen Marinen

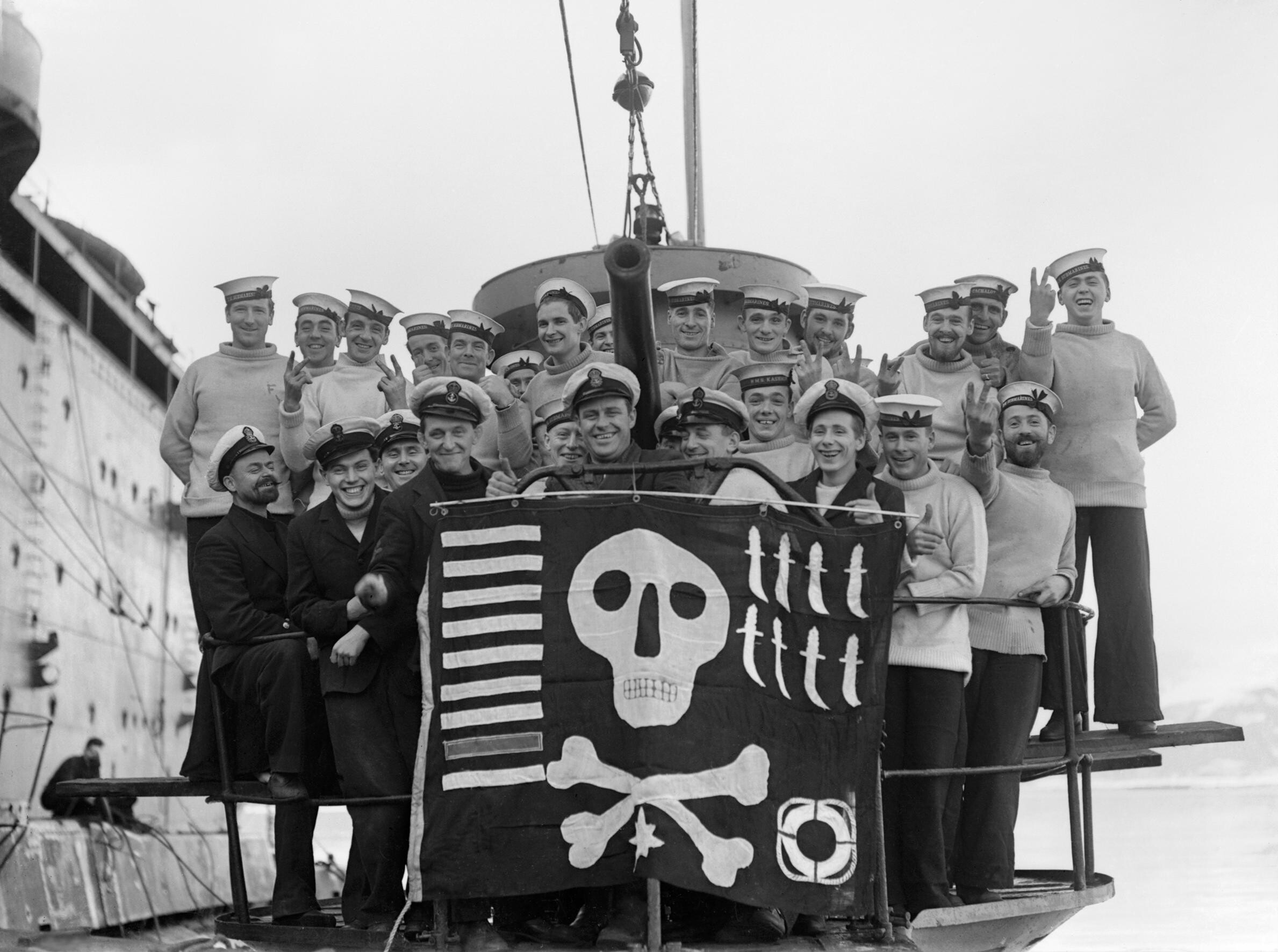
Die Besatzung des britischen U-Bootes HMS Utmost zeigt im Februar 1942 ihren Jolly Roger. Die Markierungen auf der Flagge dokumentieren die Bilanz der Feindfahrt: neun Schiffe torpediert (darunter ein Kriegsschiff), acht „cloak and dagger operations“ (Nacht- und Nebelaktionen), ein Ziel durch Schüsse zerstört, und eine Rettung auf See

Der Jolly Roger wird bis heute von der britischen Marine verwendet. Kehrt ein U-Boot nach der Versenkung eines feindlichen Schiffes in seinen Heimathafen zurück, wird der Jolly Roger am Turm geflaggt; Sterne und Balken darauf geben die Anzahl der durch Geschütz und Torpedo versenkten Feindschiffe an. Dies geschah zuletzt bei der Rückkehr der Conqueror aus dem Falklandkrieg 1982. Die Tradition wurde im Ersten Weltkrieg von dem U-Boot-Kommandanten und späteren Admiral Max Horton begründet, als er am 13. September 1914 nach der Versenkung des deutschen Kleinen Kreuzers Hela in Harwich einlief und triumphierend die Piratenflagge hisste. Heute wird der Jolly Roger auch von den britischen Booten gezeigt, die unter Kampfbedingungen Cruise-Missiles abgefeuert haben: zuerst von der Splendid 1999 nach dem Kosovo-Krieg, später von verschiedenen Booten, die an der Operation Veritas beteiligt waren und danach von der Turbulent am 16. April 2003 nach der Rückkehr aus dem Irak-Krieg.
Bei der US Navy ist zumindest der Gebrauch an Bord der Kidd überliefert. Außerdem nutzten im Laufe der Zeit mehrere Geschwader der US-Marineflieger den Jolly Roger, die sogenannten „Jolly Rogers“; der Name ergab sich, als 1943 das Geschwader VF-17 mit Flugzeugen vom Typ F4U Corsair – zu deutsch Korsar – ausgerüstet wurde.

### Galerie

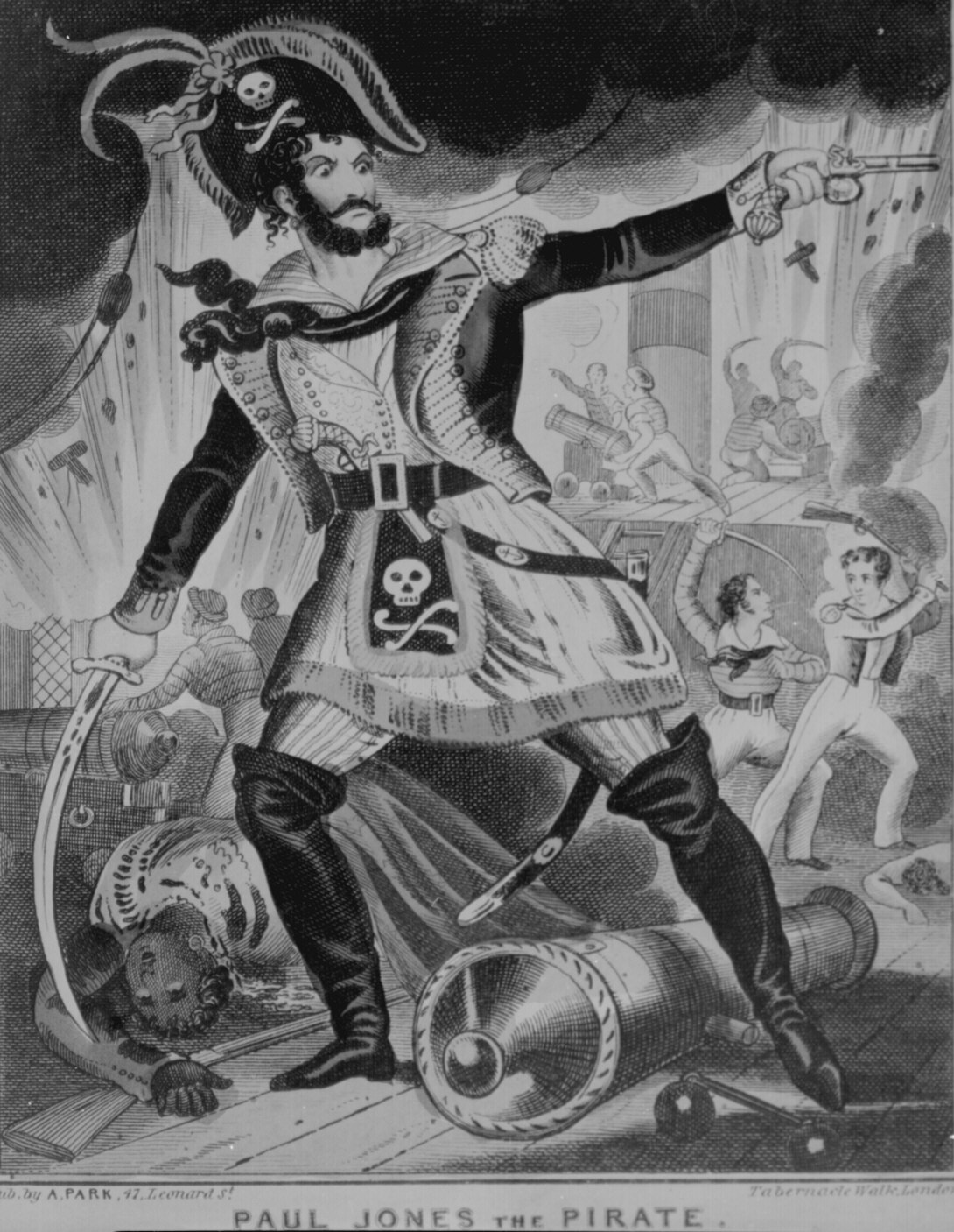
Bild 1
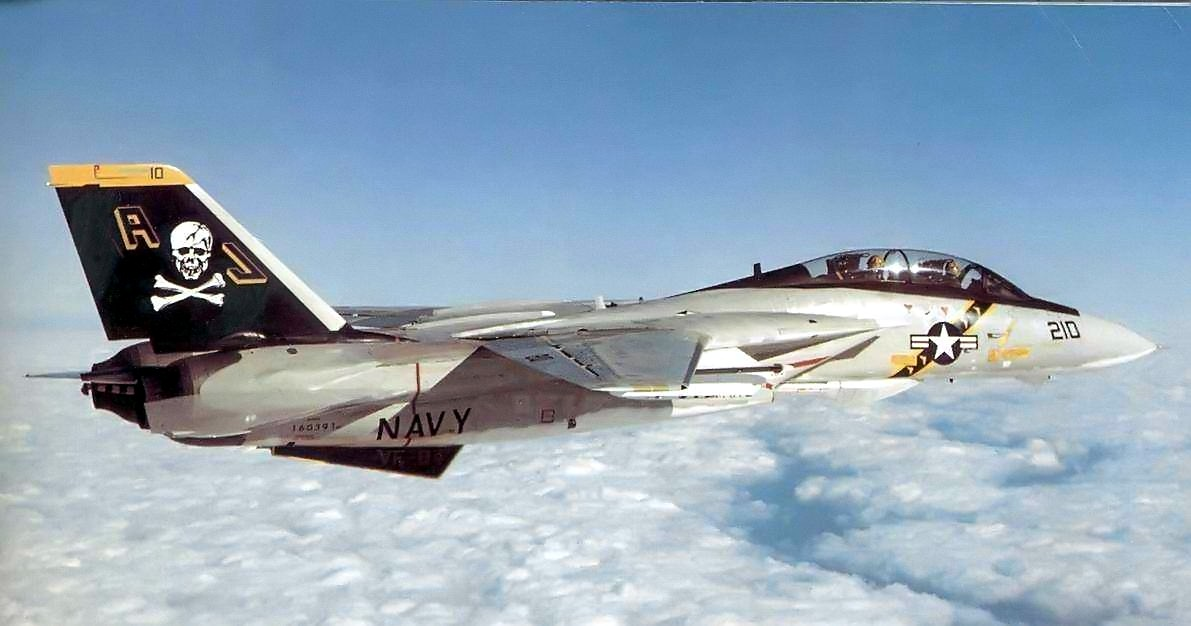
Bild 2
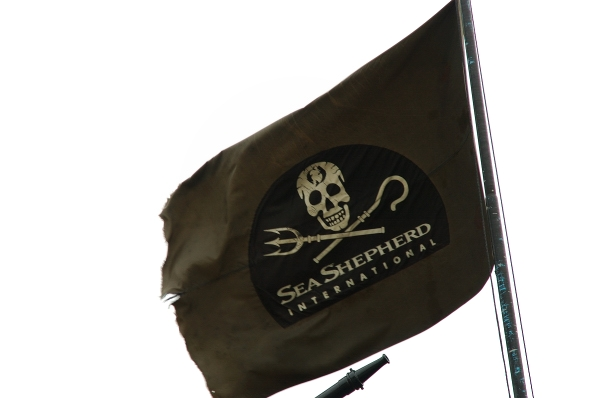
Bild 3

- Bild 1: „Paul Jones the Pirate“, eine britische Karikatur des späten 18. Jhs., ist ein Beispiel dafür, wie der Jolly-Roger-Totenkopf auf eine Person übertragen wurde, um sie als Piraten zu identifizieren
- Bild 2: Eine F-14 des Luftkampfgeschwaders Jolly Rogers (VF-84, heute VFA-103) der US Navy
- Bild 3: Gösch der Umweltschutzorganisation Sea Shepherd Conservation Society

## Adaptionen
- Die Machnowschtschina, 1917–1922 eine anarchistische Bewegung in der Ukraine, benutzte eine schwarze Fahne mit dem Jolly Roger, um ihre Bereitschaft zum Kampf und ihre Todesverachtung zu zeigen.
- Die Meeresschutzorganisation Sea Shepherd, ursprünglich gegründet 1979, trägt aktuell ein Jolly Roger Logo gestaltet aus Schädel, Hirtenstab und dem Dreizack der Meeresgötter Neptun bzw. Poseidon.
- In den 1980er Jahren orientierte sich das Logo der Kampagne Home Taping Is Killing Music an der Piratenflagge.
- Die Fanszene des Hamburger Fußballvereins FC St. Pauli verwendete ab Mitte der 1980er Jahre den Jolly Roger zunächst als inoffizielles Vereinslogo. 1989 entwirft Steph Braun den St.-Pauli-Totenkopf mit der Kombination aus Totenkopf, gekreuzten Knochen und St. Pauli Schriftzug.[14] Das 1996 als Marke eingetragene St.-Pauli-Totenkopf-Logo wurde im September 1999 von der Texmen Textildruck GmbH an den FC. St. Pauli verkauft.[15] Zudem existiert eine Kneipe namens Jolly Roger, die einen wichtigen Treffpunkt der Fans bildet.
- Die von dem Fernsehkoch Stefan Marquard gegründete Jolly Roger Cooking Gang trägt einen Jolly Roger als Firmenlogo.
- Dem Logo der Punkrock-Band Die Toten Hosen liegt ebenfalls der Jolly Roger zugrunde.
- Das 1990 von Reinhard Schrutzki ursprünglich für FoeBuD entworfene „Pesthörnchen“- bzw. „Datenpirat“-Logo stellt ein zum Totenkopf mutiertes altes Bundespost-Logo (noch mit Telekommunikationsblitzen) dar, das auch vom Chaos Computer Club verwendet wurde.[16]
- 1967 brachte die amerikanische Firma Williams Electronics Inc. einen Flipperautomaten namens Jolly Roger mit Piratenmotiven auf den Markt, insgesamt wurden 3502 Geräte hergestellt.
- Die 1832 gegründete amerikanische Studentenverbindung Skull & Bones verwendet in ihrem Logo Schädel und gekreuzte Knochen.
- In den Geschichten mit Peter Pan des Autors J. M. Barrie (1860–1937) trägt das Piratenschiff von Captain Hook den Namen „Jolly Roger“.

Logo der Kampagne Home Taping Is Killing Music
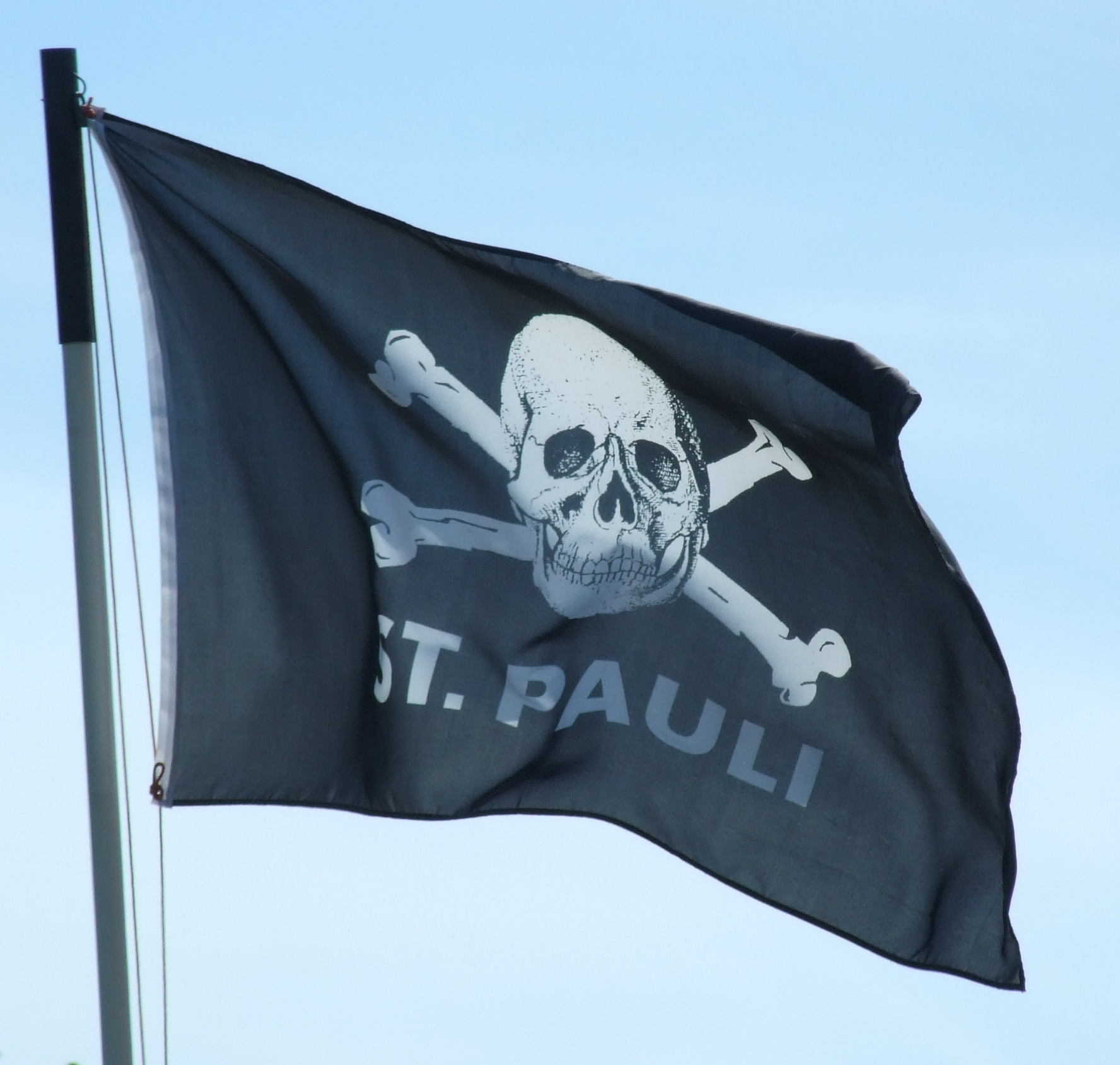
Totenkopffahne des FC St. Pauli
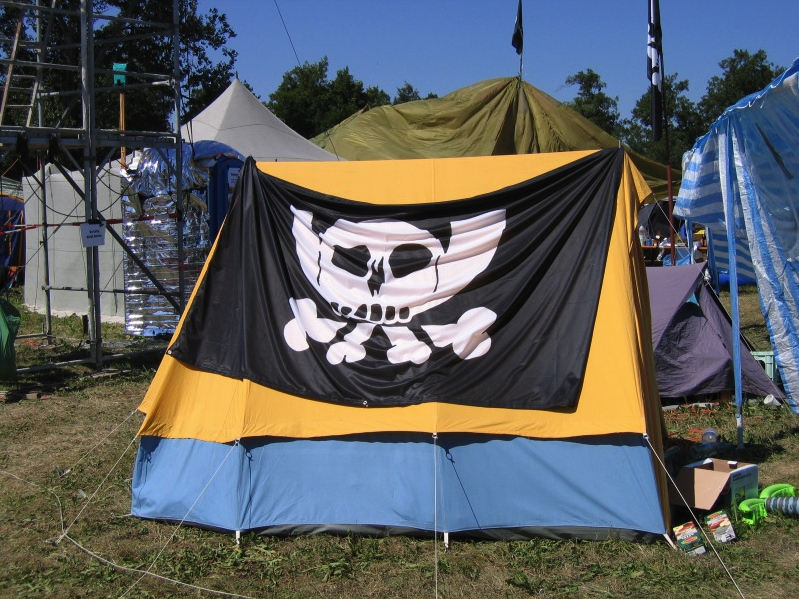
Zelt auf dem Chaos Communication Camp „mit Pesthörnchen“-Flagge
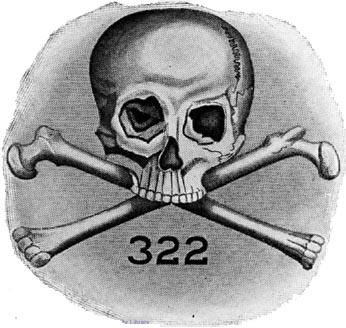
Studentenverbindung Skull & Bones
Piktogramm für Gift
SS-Totenkopfverbände

## Film
- Die Piratenflagge – Freibeuter gegen Nationen. Film von Jean-Dominique Ferrucci, Frankreich, Arte, 2020.